# Вільсонс-Промонторі

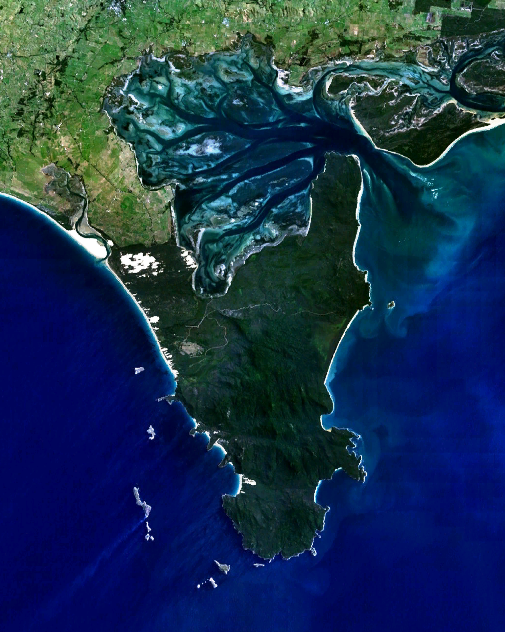
Космічний знімок півострова

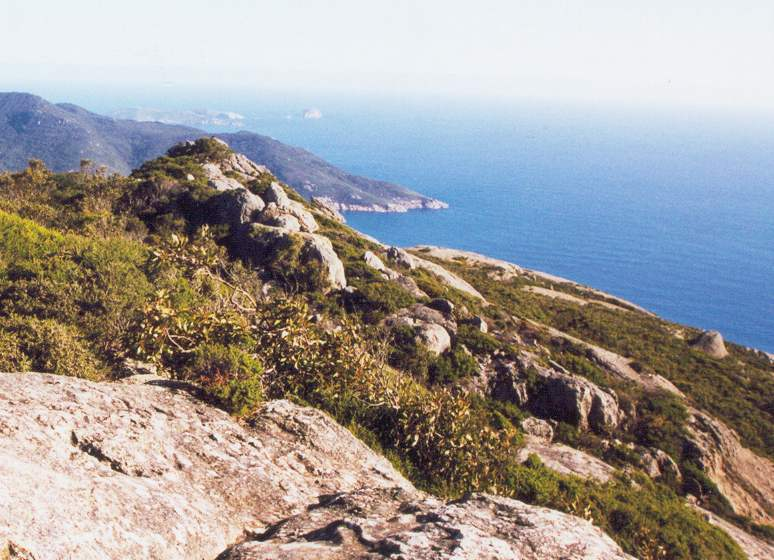
Вид на південь півострова з гори Маунт-Оберон

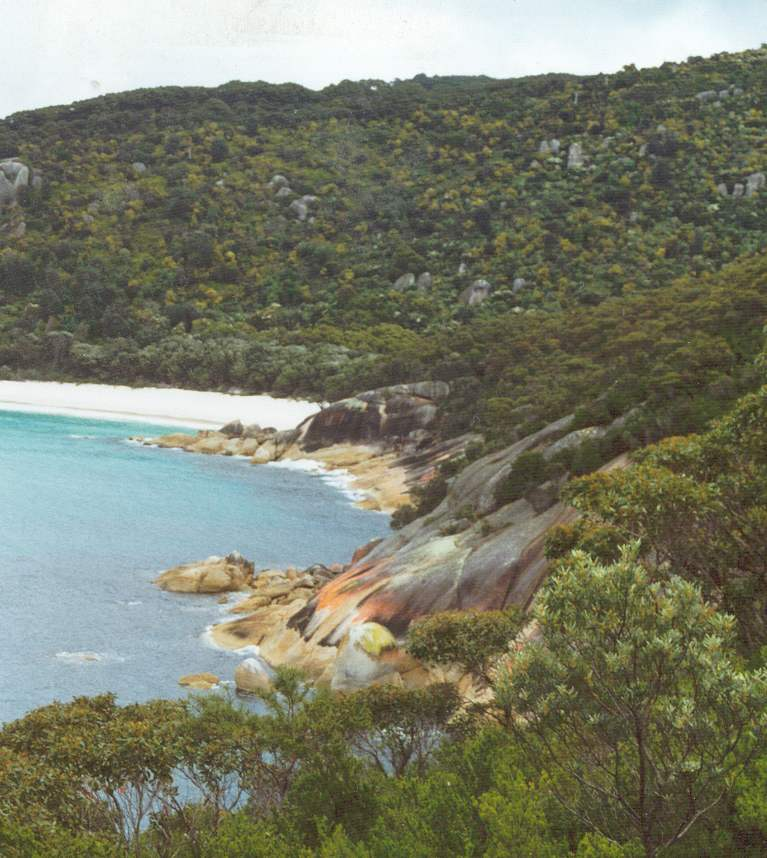
Скелі півострова

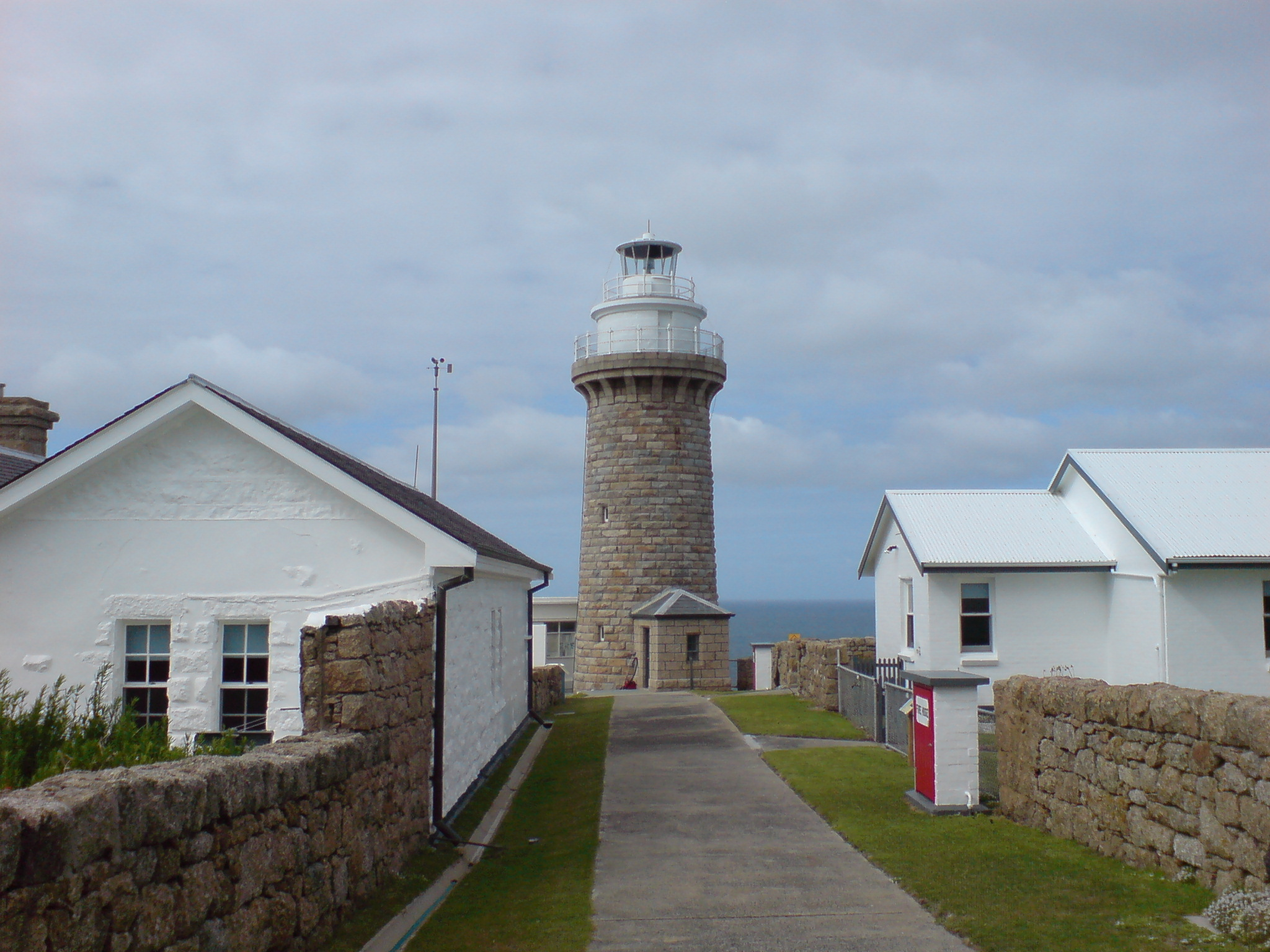
Маяк Вільсон-Промонторі

Вільсонс-Промонторі (англ. Wilsons Promontory) — півострів у штаті Вікторія (Австралія), на якому розташовано мис Саут-Пойнт, крайню південну точку материкової частини країни. Розташовується приблизно за 160 км на південний схід від Мельбурна.

## Географія
Вільсонс-Промонторі є величезною гранітною масою, що утворилась у період девону (390—395 млн років тому) й у минулому була пов'язана сухопутним мостом з північно-східною частиною Тасманії. У наступних геологічних періодах Вільсонс-Промонторі постраждав від сильної ерозії, в результаті якої відбулось формування обрисів сучасного хребта півострова з численними гранітними вершинами. З кінця третинного періоду, коли спостерігалось то підвищення, то зниження рівня Світового океану, територія сучасного півострова була кілька разів відрізана від Тасманії. Відповідно до окремих думок, приблизно 4 тисячі років тому, Вільсонс-Промонторі являв собою невеличкий архіпелаг.
Прибережний рельєф сучасного Вільсонс-Промонторі також постраждав внаслідок сильної ерозії. На березі розташовані великі піщані пляжі, печери, дюни, болота, гранітні скелі. Омивається Бассовою протокою. У безпосередній близькості від півострова розташовано безліч невеликих островів.
На півострові проживає понад 30 видів ссавців (не враховуючи водних ссавців), у тому числі трипалий щуровий потору (лат. Potorous tridactylus), мала сумчаста миша (лат. Antechinus minimus), білонога сумчаста миша (лат. Sminthopsis leucopus), товстохвостий кускус (лат. Cercartetus nanus), кенгуру, коали й вомбати. Окрім того, на півострові гніздиться велика популяція перелітних морських птахів.
Вільсон-Промонторі вкритий густою рослинністю, типовою для вологих тропічних лісів. Також зустрічаються пустельні ділянки, болота, прибережні дюни.

## Історія
Вільсонс-Промонторі з давніх-давен населяли корінні жителі Австралії — австралійські аборигени племені братауалунг, для яких півострів відігравав важливу духовну та повсякденну роль. Цілком ймовірно, що у роки останнього льодовикового періоду він слугував сухопутним мостом, завдяки якому аборигени змогли дістатись та заселити острів Тасманія.
Першим європейцем, що дістався півострова, став англійський мандрівник Джордж Басс, який проплив повз нього у січні 1798 року. Первинно мореплавець прийняв півострів за «Землю Фюрно», відкриту незадовго до цього капітаном Тобіасом Фюрно. Але повернувшись до Порт-Джексона й проконсультувавшись із Метью Фліндерсом, Басс дійшов висновку, що побачена ним суша не була «Землею Фюрно». Надалі мандрівник звернувся до губернатора Нового Південного Уельсу, Джона Хантера, з проханням назвати відкриту ним землю Вільсонс-Промонторі на честь Томаса Вільсона, друга Метью Фліндерса, який займався торгівлею в Австралії.
Поява на півострові перших європейців призвела до поступового зменшення чисельності населення корінних жителів, яких було позбавлено традиційної їжі, а також сильно постраждали від нових хвороб. Результатом цього стало переселення племені братауалунг до озера Тьєрс (англ. Lake Tyers). Наприкінці XVIII століття, одразу ж після відкриття півострова, на ньому з'явились численні мисливці за морськими котиками, промисел яких процвітав у цьому районі наступні сорок років. Однак уже до 1840-х років він прийшов до повного занепаду через практично повне винищення морських котиків у Бассовій протоці. До 1847 року на Вільсонс-Промонторі також різко впала кількість китобоїв. Тим не менше життя на півострові не завмерло: вже незабаром на ньому було організовано вирубку деревини, що доставлялась у Мельбурн. Деревообробна промисловість проіснувала тут до 1906 року. Упродовж XIX століття на Вільсонс-Промонторі також ішов видобуток золота (єдина шахта з'явилась 1866 року, але через низьку рентабельність її було закрито вже 1870 року), олов'яної руди (у 1924—1925 роках).
У 1895 році на Вільсонс-Промонторі було зведено маяк. У 1898 році уряд Вікторії зарезервував значну частину півострова під національний парк, який з'явився у 1908 році. У наступні роки його площа кілька разів розширювалась. Нині Національний парк Вільсонс-Промонторі є найбільшим прибережним заповідником у штаті Вікторія. У роки Другої світової війни доступ до нього було закрито, оскільки в ньому розташовувався диверсійно-десантний навчальний полігон. Єдине поселення на півострові, Тайдл-Рівер, розташоване за 30 км на південь від кордону національного парку, є центром туризму й відпочинку.